# Липницька Юлія В'ячеславівна
Юлія В'ячеславівна Липницька (рос. Юлия Вячеславовна Липницкая; нар. 5 червня 1998; Єкатеринбург, Росія) — російська фігуристка, яка виступає в жіночому одиночному катанні і в командних змаганнях з фігурного катання. Олімпійська чемпіонка 2014 в командних змаганнях, чемпіонка Європи 2014. Чемпіонка світу серед юніорів 2012 року і віце-чемпіонка 2013. Срібний призер фіналу Гран-прі сезону 2013/2014. Срібний призер чемпіонату Росії 2012, 2014 років, чемпіонка Росії серед юніорів 2012 року, переможниця фіналу Гран-прі серед юніорів сезону 2011/2012. Заслужений майстер спорту Росії. Станом на січень 2014 року займає 3-є місце в рейтингу Міжнародного союзу ковзанярів (ІСУ). Юлія — одна з наймолодших олімпійських чемпіонів в історії зимових Олімпійських ігор.

## Кар'єра
На ковзанку в СДЮСШОР «Локомотив» Єкатеринбурга в 4 роки Юлію Липницьку привела мама Даніела Леонідівна. Юлія тренувалася у Олени Левковець та Марини Войцеховської. У березні 2009, з причини відсутності можливостей для подальшого зростання в Єкатеринбурзі, переїхала до Москви та приєдналася до групи Етері Тутберідзе в СДЮСШОР № 37, працювати допомагав також Ігор Пашкевич. Вона має від природи надзвичайну гнучкість і в ранньому дитинстві займалася розтяжкою, що дозволяє їй виконувати одні з найскладніших обертань у світі, з унікальними позиціями із захопленням ноги.
Вже до осені 2009 Юлія освоїла всі потрійні стрибки, деяку складність представляв ріттбергер. 
У сезоні 2009—2010 Липницька стала п'ятою на першості Росії серед юніорів, а в наступному сезоні була четвертою на «дорослому» чемпіонаті Росії. У сезоні 2011—2012 Юлія досягла віку, з якого ІСУ допускає спортсменів до участі в міжнародних змаганнях серед юніорів. Вона дебютувала на етапі юніорського Гран-прі у Польщі, який виграла. Потім був етап в Італії, де також була завойована золота медаль. У фіналі Гран-прі, що проходив у канадському Квебеку, Юлія була першою і в короткій і в довільній програмах, обійшовши найближчу переслідувачку Поліну Шелепень більш ніж на 17 балів. Наступним серйозним стартом став чемпіонат Росії 2012, де Липницька була третьою в короткій програмі, але, вигравши довільну, змогла завоювати «срібло» турніру. На початку лютого 2012 р. Юлія виграла юніорську Першість Росії, випередивши зайнявшу друге місце Поліну Шелепень більш ніж на 9 балів. У березні 2012 року, на Чемпіонаті світу серед юніорів 2012, Юлія посіла перше місце, випередивши на 15,2 балів Грейсі Голд (переможницю національного чемпіонату США серед юніорів), яка зайняла друге місце. У всіх міжнародних змаганнях сезону 2011—2012, в яких Юлія брала участь, вона займала лише перші місця.
Передолімпійський 2012—2013 сезон Юлія Липницька почала з перемоги на турнірі у Фінляндії — Еспоо, 5 — 7 жовтня 2012. У листопаді, дебютуючи на етапах дорослої серії Гран-прі в Китаї і у Франції, виграла обидва рази коротку програму, а в підсумку посіла призові місця. При цьому в Парижі, у довільній програмі за останнє обертання в заклон вона отримала не лише максимальний 4-й рівень, а й абсолютно всі надбавки +3 за максимальну якість виконання. У підсумку фігуристка кваліфікувалася у Фінал Гран-прі, однак 30 листопада президент ФФККР Олександр Горшков заявив, що на превеликий жаль, Липницька не виступить в Фіналі Гран-прі, з причини травми — розсічення підборіддя та легкого струсу. Через травму не брала участі в чемпіонаті Росії 2013 року в Сочі.
У другій половині сезону 2012—2013 на юніорському чемпіонаті Росії Юлія стала п'ятою. На чемпіонаті світу серед юніорів в Мілані виграла срібну медаль. Президент ФФКР Олександр Горшков зазначив: «… Безумовно, російський п'єдестал — це великий успіх! Дуже задоволений другим місцем Юлі Липницької. Чемпіонат світу показав, що вона справляється і вже практично подолала всі проблеми, які у неї були в нинішньому сезоні… Наші дівчатка здобули свої медалі в реальній боротьбі».
Олімпійський сезон 2013—2014 Юлія почала з перемоги на турнірі у Фінляндії, випередивши японку Акіко Судзукі, а в жовтні перемогла на канадському етапі Гран-прі з фігурного катання серед одиночок в Сент-Джонсі. У грудні Юлія посіла 2-е місце у Фіналі Гран-прі, поступившись лише Мао Асада. Стала другою і на російському чемпіонаті, допустивши невелику помарку в короткій та недокрут в довільній програмі. На своєму першому чемпіонаті Європи в 2014 перемогла, вперше серед російських одиночок за вісім років, на 7,36 бали обійшовши співвітчизницю Аделіну Сотникову та п'ятикратну чемпіонку Європи Кароліну Костнер. У довільній програмі виконала складні каскади потрійний лутц — потрійний тулуп та подвійний аксель — потрійний тулуп, за фінальні три елементи максимальних рівнів судді виставили 17 вищих надбавок +3, а один з суддів навіть поставив максимальну оцінку 10,00 за компоненти програми. На цьому чемпіонаті Європи Юлія була наймолодшою учасницею (15 років).
На Олімпіаді-2014 стала олімпійською чемпіонкою в командних змаганнях. Виграла обидві програми, внісши найбільший внесок у перемогу російської команди (20 очок за два перших місця). У короткій програмі турніру абсолютно чисто виконала всі 7 елементів, у тому числі каскад потрійний лутц — потрійний тулуп, отримала всі вищі надбавки +3 за заклон найвищого 4 рівня. У довільній програмі зробила складні каскади потрійний лутц — потрійний тулуп, подвійний аксель — потрійний тулуп — подвійний тулуп, все обертання 4 рівня, зайнявши перше місце з великою перевагою в 12 балів. Завдяки цій командній перемозі Юлія Липницька у віці 15 років 249 днів стала однією з наймолодших олімпійських чемпіонок в фігурному катанні в історії зимових Олімпійських ігор після Тари Ліпінскі, що виграла в 1998 Олімпіаду в Нагано (Японія) в жіночому одиночному катанні у віці 15 років 255 днів, і Максі Гербер, що виграла в 1936 Олімпіаду в Гарміш-Партенкірхені (Німеччина) в парному катанні у віці 15 років 4 місяців і 5 днів відповідно.

## Особисте життя
У 2022 році чоловіка Липницької, Владислава Тарасенка мобілізували до армії РФ на війну проти України. У 2023 році стало відомо, що Тарасенко перебуває на передовій в тимчасово окупованій Запорізькій області.

## Програми
| Сезон     | Коротка програма                         | довільна програма                                       |
| --------- | ---------------------------------------- | ------------------------------------------------------- |
| 2013—2014 | Не зрікаються, люблячи Марк Мінков       | список Шиндлера Джон Вільямс                            |
| 2012—2013 | Гаяне Арам Хачатурян                     | Лускунчик Петро Ілліч Чайковський                       |
| 2011—2012 | Очи чорні                                | Un Giorno Per Noi з фільму Ромео та Джульєтта Ніно Рота |
| 2010—2011 | Nocturne Secret Garden                   | Кармен Жорж Бізе                                        |
| 2009—2010 | Кунг-фу панда Ханс Циммер та Джон Пауелл | Дон Кіхот Людвіг Мінкус                                 |

## Спортивні досягнення
| Досягнення                                                                                    | Досягнення | Досягнення | Досягнення | Досягнення | Досягнення |
| Міжнародні                                                                                    | Міжнародні | Міжнародні | Міжнародні | Міжнародні | Міжнародні |
| Змагання                                                                                      | 2009—2010  | 2010—2011  | 2011—2012  | 2012—2013  | 2013—2014  |
| --------------------------------------------------------------------------------------------- | ---------- | ---------- | ---------- | ---------- | ---------- |
| Зимові Олімпійські гри. Командні змагання                                                     |            |            |            |            | 1          |
| Зимові Олімпійські ігри. Індивідуальні змагання                                               |            |            |            |            |            |
| Чемпіонати світу. Індивідуальні змагання                                                      |            |            |            |            |            |
| Чемпіонати світу. Командні змагання                                                           |            |            |            |            |            |
| Чемпіонати Європи                                                                             |            |            |            |            | 1          |
| Фінал Гран-прі                                                                                |            |            |            | WD         | 2          |
| GP Bompard                                                                                    |            |            |            | 3          |            |
| GP Cup of China                                                                               |            |            |            | 2          |            |
| GP Rostelecom                                                                                 |            |            |            |            | 1          |
| GP Skate Canada                                                                               |            |            |            |            | 1          |
| Finlandia Trophy                                                                              |            |            |            | 1          | 1          |
| Міжнародні серед юніорів                                                                      |            |            |            |            |            |
| Чемпіонат світу серед юніорів                                                                 |            |            | 1          | 2          |            |
| Фінал Гран-прі серед юніорів                                                                  |            |            | 1          |            |            |
| JGP Італія                                                                                    |            |            | 1          |            |            |
| JGP Польща                                                                                    |            |            | 1          |            |            |
| Національні                                                                                   |            |            |            |            |            |
| Змагання                                                                                      | 2009-10    | 2010-11    | 2011-12    | 2012-13    | 2013-14    |
| Чемпіонат Росії                                                                               |            | 4          | 2          | WD         | 2          |
| Першість Росії серед юніорів                                                                  | 5          | WD         | 1          | 5          |            |
| GP = Гран-прі; JGP = Гран-прі серед юніорів TBD = Заявлена на участь; WD = Знялася зі змагань |            |            |            |            |            |

## Нагороди та спортивні звання
- Заслужений майстер спорту Росії (10 лютого 2014)[17]